# 泰勒·诺克斯
泰勒·诺克斯（英語：Taylor Knox，1971年5月15日—）是美国职业冲浪者。
诺克斯出生于加利福尼亚州的千橡，8岁开始冲浪。 他13岁时和家人一起搬到卡尔斯巴德，继续追求自己成为职业冲浪者的梦想。
截至2011年，他的职业生涯总收入为1,028,422.00美元。2011赛季是他的第18个赛季。
除了冲浪之外，诺克斯还参与了2008年Valve Corporation开发的视频游戏求生之路（Left 4 Dead）。游戏的角色 弗朗西斯（Francis）就是以他的面貌做的模型。